# Casos d'abusos sexuals comesos pel personal de l'Organització de les Nacions Unides
Els casos d'abusos sexuals comesos pel personal de l'Organització de les Nacions Unides és un tema que va eixir a la llum pública durant la dècada de 2000. La lluita contra aquests abusos es troba amb una gran dificultat pel mateix sistema: els soldats segueixen ordres dels seus països en última instància i si solament responen davant aquests, de manera que l'ONU no pot jutjar-lo, sinó limitar-se a fer-lo tornar al seu país d'origen perquè les autoritats del país decidisquen o no jutjar-lo.
Un factor cultural que explica aquesta gran quantitat d'abusos sexuals és que la gran part de les forces per la pau de l'ONU prové de països en via de desenvolupament caracteritzats per expedients de respecte als drets humans (i especialment als drets de les dones) qüestionable.

## Història dels casos
Tant Amnistia Internacional com Alerta Internacional denunciaren que des de 1990 es sabia d'aquests abusos i que solamen 52 militars foren repatriats amb data de 2005.
Els destacament de l'Autoritat de Transició de les Nacions Unides per a Cambodja durant l'inici dels anys noranta van ser els responsables d'introduir la prostitució infantil a Cambodja. Els soldats de la UNOMOZ desplaçats el 1992 a Moçambic reclutaren xiquetes d'entre 12 i 18 anys per a emprar-les en el seu servei sexual personal. A Kosovo, convertiren el lloc en destinació del tràfic sexual.
Graça Machel denuncià aquests fets en l'informe de 1996. El secretari general de la ONU, Kofi Annan, decretà una política de tolerància zero que fou inefectiva perquè el 14 de febrer de 2005 es va saber que sis soldats foren detinguts per haver abusat de menors a canvi de menjar a la República Democràtica del Congo.
Des de 2013, 108 dones i nenes van patir abusos sexuals per les forces de pau d'origen francès a la prefectura de Kemo, a l'est de la capital Bangui, a la República Centreafricana. Diversos casos van eixir a la llum el 2015 i el 2016.